# 西表山貓
西表山貓（學名：Prionailurus bengalensis iriomotensis），又称西表猫，是棲息在日本琉球列島八重山群島中西表島上的一種貓科動物。在发现之初，被认为是新物种，后来认定是豹猫的亚种，称为“豹猫西表亚种”

## 發現
在當地的方言中，西表山貓被稱作（山裡的貓）、（逃走的貓）及，可以得知西表山貓並不是由家貓野生化而成的野貓。
1965年3月，動物作家戶川幸夫收集到了西表山貓的頭骨及毛皮標本，並進行相關研究。1967年捕獲了野生個體（公、母貓各一）。同年，日本國立科學博物館館長今泉吉典，將西表山貓作為新品種命名，在學會上發表。
在當時，前一次發現野生貓的新品種已是70年前的事情，因此這被當作20世紀生物學上最大的發現。而西表島的面積只有約290平方公里，這也是世界上有山貓存在的島嶼中最小的。

## 生態
體長50－60 cm、尾長23－24 cm、體重3－5 kg。
體型殘留原始的特徵，比一般貓略為粗胖，軀幹很長，四肢粗且短。身體背面、側面為暗褐色，腹部較淡，側面在灰褐色的部份有不明顯的暗色小斑紋散佈。肉垫比一般貓大，尾巴也很粗，尖端有些許毛成簇，使得外觀上看來更粗。鼻樑很大，眼睛周圍有白黑條紋。耳朵很圓，尖端沒有耳殼裡的前頭房毛。耳朵背面和許多山貓類同樣有被稱呼為「虎耳書斑」的黑色邊緣以及白色斑紋。牙齒28個，較一般貓少了一對上顎前臼齒。
其生活方式至今尚未明朗。除繁殖期會成對行動外，平時均單獨生活。主要在沿岸地區高度較低的區域生活，喜歡濕地和川邊。平時在地面生活，但會爬樹及游泳。食物來源廣泛，會捕食鳥類、鼠類、蜥蜴、蛇、青蛙、蝦、小河蟹、昆蟲等，有時也會捕捉幼野豬，也有潛水捕捉獵物的習性。被人圈養的西表山貓除了肉類以外，每天也吃嫩草。多數山貓可以迅速確實的以獠牙插入獵物的脊髓來殺害獵物，但還不確定西表山貓是否也是如此。在島上沒有天敵，為唯一的肉食哺乳類動物，位於島的食物鏈的頂點。
一般認為在飼養下的壽命為8-9年，野生更短。在1979年，一隻出生後約五週大的雄性幼貓與父母貓走散，被送到沖繩兒童國家動物園水族館飼養，最後衰老而死，共活了13年。